# 柳建伟
柳建伟（1963年10月—），河南镇平人，中华人民共和国作家，中国人民解放军八一电影制片厂副厂长、中国作家协会和中国电影家协会成员、河南文学院院士。毕业于中国人民解放军信息工程学院、中国人民解放军艺术学院。柳建伟是军人出身的小说家，正师级，大校军衔。

## 生平
1963年，柳建伟出生在河南省镇平县。
1979年9月，柳建伟加入中国人民解放军，在中国人民解放军信息工程学院学习，1983年毕业。毕业后，柳建伟在中国人民解放军八一电影制片厂工作。
1985年，柳建伟开始发表作品。
1991年，柳建伟到中国人民解放军艺术学院学习，1993年毕业。1993年，柳建伟进入鲁迅文学院学习，1994年毕业。1994年开始，柳建伟进入北京师范大学学习，1997年毕业。
1997年，柳建伟到成都军区工作，2004年，柳建伟又转回八一电影制片厂工作。

## 作品

### 长篇小说
- 《时代三部曲》
  - 《北方城郭》1997年人民文学出版社
  - 《突出重围》1998年人民文学出版社[3]
  - 《英雄时代》2001年人民文学出版社
- 《SARS危机》2003年作家出版社
- 《惊涛骇浪》2003年人民文学出版社
- 《石破惊天》2006年解放军文艺出版社
- 《爱在战火纷飞时》2007年南海出版公司
- 《寂寞英雄》2009年河南文艺出版社

### 中短篇小说
- 《苍茫冬日》（中篇集）2001年长征出版社
  - 《王金栓上校的婚姻》
  - 《都市里的生产队》
  - 《九哥是一片风景》
  - 《夏日悠长》
  - 《逝水而去》
  - 《金铃铛》
  - 《煞庄亡灵》
  - 《天凉好个秋》
  - 《苍茫冬日》
- 《一个老兵的黄昏情绪》2013年江苏文艺出版社
  - 《红绫子》
  - 《洞》
  - 《冰炉》
  - 《洁白的罪恶》
  - 《冬妹》

### 报告文学
- 《红太阳白太阳》2002年华夏出版社
- 《日出东方》2002年华夏出版社
- 《纵横天下》2002年华夏出版社、解放军文艺出版社

## 奖项
2005年，《英雄时代》荣获第六届茅盾文学奖。